# 獨島級兩棲攻擊艦
独岛级两栖攻击舰（：／）是一种由韩进重工（HHIC）设计建造，大韩民国海军（ROKN）运营的两栖攻击舰，同时也是韩国海军所开发的首型全通甲板式航母类战舰。设计计划代号为“LPX”。在作为两栖登陆战舰的同时，也被设计作为海陆作战和非战争军事行动的指挥舰。

## 開發歷史
1995年，韓國海軍作戰司令部要求金泳三總統建造藍水海軍，獲得批准，準備建造航母。1996年10月第一屆韓國漢城航空展中，現代重工推出一種輕航母設計，排水量15000噸。1997年爆發亞洲金融風暴，因此需要巨額預算的航母計畫遭到擱置。金大中總統在2001年3月發表的演講中表示，他的目標是建立一支藍水海軍。2002年9月16日，國防部在國會國防委員會的報告中宣佈建造兩艘13,000噸兩棲攻擊艦。

## 艦艇列表
鑑於日本海上自衛隊擁有2艘可搭載18架直升機的1.39萬噸級直升機航母——日向級直升機護衛艦的日向號護衛艦和伊勢號護衛艦，2艘可搭載28架直升機的1.95萬噸級直升機航母——出雲級直升機護衛艦的加賀號護衛艦和出雲號護衛艦。韓國與之相當的只有獨島號一艘。此外，一艘獨島號很難在應對朝鮮人民軍于黄海挑釁的同時，還要在東海守衛獨島。因此韓海軍決定加速建造第二艘獨島級。二號艦以位於韓國南端的小島馬羅島來命名，已於2018年5月14日下水，并于2021年6月28日服役。
獨島級兩棲攻擊艦原計劃建造三艘。
| 舷號     | 艦名               | 造船廠     | 下水日期      | 服役日期      | 母港         | 狀態   |
| -------- | ------------------ | ---------- | ------------- | ------------- | ------------ | ------ |
| LPH-6111 | 獨島號（독도）     | 影島造船廠 | 2005年7月12日 | 2007年7月3日  | 釜山海军基地 | 服役中 |
| LPH-6112 | 馬羅島號（마라도） | 影島造船廠 | 2018年5月14日 | 2021年6月28日 | 鎮海海軍基地 | 服役中 |